# دي دي بيرس
دي دي بيرس (بالإنجليزية: De De Pierce) هو عازف جاز أمريكي، ولد في 18 فبراير 1904 في نيو أورلينز في الولايات المتحدة، وتوفي في 23 نوفمبر 1973.

## وصلات خارجية
- دي دي بيرس على موقع ميوزك برينز (الإنجليزية)
- دي دي بيرس على موقع ديسكوغز (الإنجليزية)